# Pentti Sillantaus
Pentti Ilmari Sillantaus, född 30 maj 1923 i Saarijärvi, död 4 juli 1998 i Esbo, var en finländsk politiker.
Sillantaus fick titeln vicehäradshövding 1956. Han var 1960–1974 tjänsteman vid Jyväskylä universitet och 1975–1988 direktör vid Oy Alko Ab samt medlem av dess direktion. Han var riksdagsledamot 1962–1972 och 1975–1982 samt från 1979 ordförande i samlingspartiets riksdagsgrupp, vars självständighet han försökte hävda gentemot partikansliet.
Sillantaus publicerade några politiska debattböcker, bland annat Kansanedustajan arvo ja valta – kronikka kansanvallasta (1983).